# Hugues Ier de Chaumont
Hugues Ier de Chaumont (né v. 1050) était un seigneur français du Moyen Âge, certainement le fils de Geoffroy Ier de Chaumont. Il fonda le prieuré de Buxereuilles, qu'il donna à l'abbaye de Molesme.

## Biographie
En 1066, lui, Renier de Nogent et d'autres dignitaires laïcs et ecclésiastiques assistent à une assemblée convoquée dans l'abbaye de Bèze pour traiter d'une affaire urgente. Des excès et des violences exercés au cloître de Saint-Bénigne de Dijon, par un homme de mains du duc de Bourgogne, avaient provoqué une émeute et s'étaient terminés par la mort de quelques-uns.
"Il fit aussi construire une petite église à Buxereuilles et demanda à saint Robert de Molesme, abbé de Molesme d'y envoyer des religieux de son ordre qui desserviraient en même temps la chapelle du château. Cette double donation, qui plaçait le clergé de Chaumont sous le patronage de la célèbre abbaye, fut approuvée quelques années après, en 1101, par l'évêque de Langres,  Robert de Bourgogne.